# Victor Valensi
Pour les articles homonymes, voir Valensi (homonymie).
Victor Valensi, né le 17 juillet 1883 à Tunis en Tunisie et mort le 7 septembre 1977 dans la même ville, est un architecte et urbaniste français.

## Biographie
Son père, Raymond Valensi (18 octobre 1847-14 septembre 1942), est lui-même ingénieur des arts et manufactures et architecte, mais également vice-président de la municipalité de Tunis (1883-1887) et président de la communauté juive portugaise de Tunis.

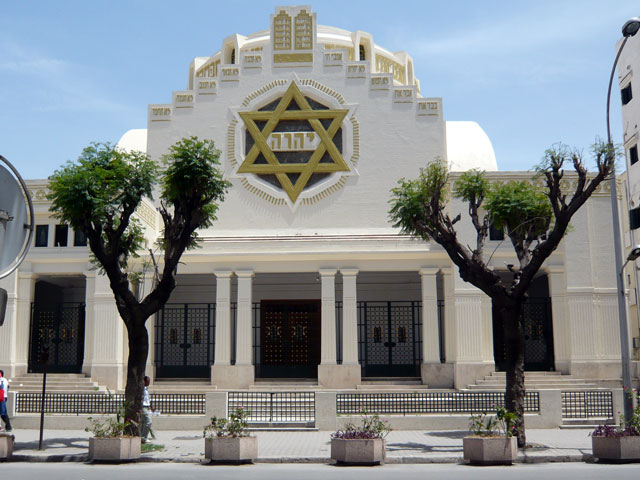
Grande synagogue de Tunis.

Comme son aîné, l'architecte Raphaël Guy (1869-1918) auquel on le compare, Victor Valensi est formé à l'École des beaux-arts de Paris où il obtient, en 1913, son diplôme sur le projet de synagogue de Tunis avec lequel il vient de remporter le concours ouvert grâce aux fonds octroyés par le mécène Daniel Iffla Osiris pour doter Tunis d'une grande synagogue. C'est la synagogue la plus remarquable qui ait été conçue à cette date en Afrique du Nord : alliant modernité et ancrage dans la culture vernaculaire, elle anticipe l'Art déco au point qu'on la croit typique de la période durant laquelle elle est enfin construite (1932-1937).
Après avoir combattu durant la Première Guerre mondiale, Valensi devient architecte-conseil de la ville de Tunis et met sur pied un plan d'aménagement, d'embellissement et d'extension (1920) où il s'efforce de concilier les mutations d'une ville en pleine expansion et la préservation du patrimoine de la médina. Très tôt, il se révèle le défenseur d'un régionalisme moderne, élaborant une conception de l'architecture méditerranéenne qui l'amène également à promouvoir l'artisanat local. Il publie dans cet esprit L'Habitation tunisienne (1923) où il réunit des bâtiments anciens et des créations contemporaines, dont certaines de ses villas : dans ce domaine, en particulier à La Marsa, il satisfait une clientèle privée en dessinant des villas modernistes par leurs formes, mais ornées de motifs traditionnels, car il est alors en quête de ce qu'il qualifie comme « la personnalité de l'architecture tunisienne ».

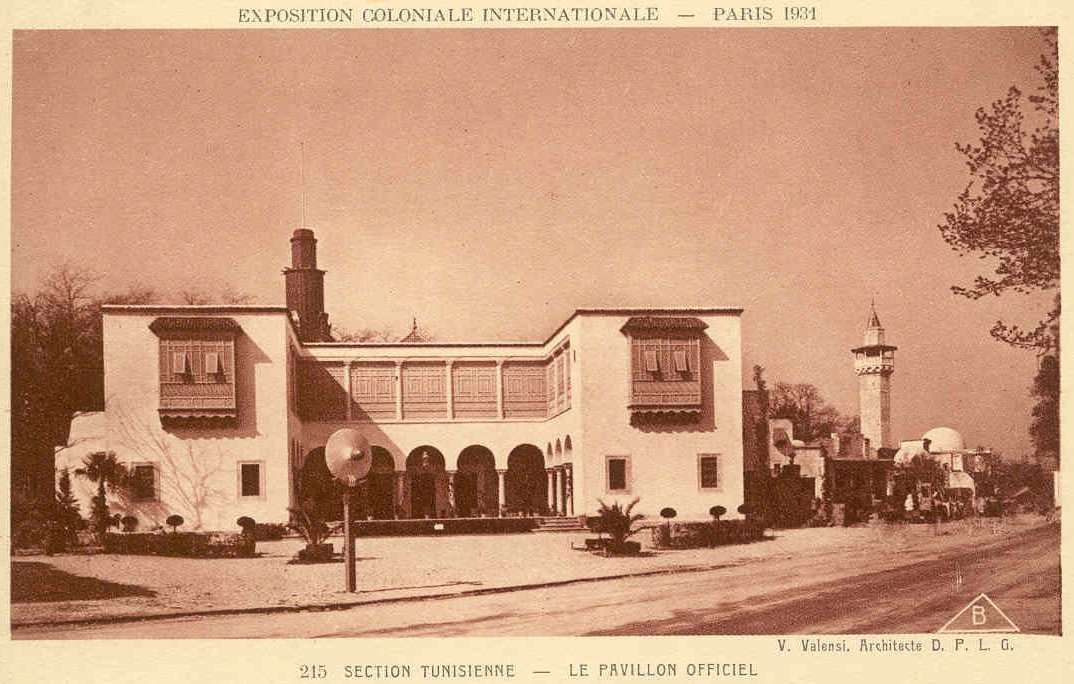
Pavillon de la Tunisie à l'Exposition coloniale de 1931.

Il travaille également pour l'État tunisien et dessine, en particulier, les pavillons représentant la Tunisie aux expositions internationales à Paris en 1925, 1931 — à l'issue de laquelle la qualité de son pavillon et de la reconstitution des souks tunisiens lui valent la rosette de la Légion d'honneur — et 1937, et à Bruxelles en 1958. Ces pavillons, au pittoresque obligé puisqu'ils comportent souvent des souks et des minarets, sont aussi l'occasion d'associer des formes traditionnelles, les métiers d'art et des options plus modernistes. Pour la communauté juive de Tunis, outre la Grande synagogue, Valensi réalise divers travaux dont la Garderie israélite (1938) édifiée dans la Hara (quartier juif de Tunis).
En 1931-1932, il participe – ses concurrents sont Auguste Perret, Le Corbusier, Robert Mallet-Stevens, Henri Sauvage, Jacques Carlu, etc. – au concours d'urbanisme lancé par Léonard Rosenthal pour la Voie triomphale menant de la Porte Maillot à La Défense.
Il est aussi professeur à l'École des beaux-arts de Tunis. Après l'indépendance de la Tunisie, il demeure dans cette ville, effectuant surtout des travaux d'aménagement et des constructions privées.

## Réalisations
- 1925 : Pavillon de la Tunisie à l'Exposition des arts décoratifs de Paris
- 1931 : Pavillon de la Tunisie à l'Exposition coloniale internationale de Paris
- 1937 : Pavillon de la Tunisie à l'Exposition universelle de Paris
- 1938 : Grande synagogue de Tunis
- 1958 : Pavillon de la Tunisie à l'Exposition universelle de Bruxelles

## Publications
- L'Habitation tunisienne, Paris, Charles Massin, 1923.